# Teodor Runsiö
Teodor Erik Zeron Runsiö, född 28 juli 1995 i Stockholm, är en svensk barnskådespelare.
Teodor Runsiö debuterade i SVT-produktionen Ella på två ställen, en samnordisk novellfilm i tre delar. Runsiö var med i SVT Play:s serie 15 – Det är mitt liv.
Runsiö spelade Lasse i Lasse-Majas detektivbyrå som var SVT:s julkalender år 2006, samt i långfilmen Lasse-Majas detektivbyrå – Kameleontens hämnd (2008). Dessutom medverkar han i filmen Förortsungar där han spelar Micke, en ledande biroll. Som röstskådespelare är han med i filmen Asterix på olympiaden.

## Teater

### Roller
| År   | Roll    | Produktion                                   | Regi       | Teater   |
| 2009 | Pojke 3 | Muntra fruarna i Windsor William Shakespeare | John Caird | Dramaten |